# ソユーズ15号
ソユーズ15号（ロシア語: Союз 15）はソビエト連邦による1974年の有人宇宙飛行ミッション。宇宙ステーションサリュート3号に向かった。軍事目的だったと推測されている。
1974年8月26日に打ち上げられ、ソユーズは宇宙ステーションに接近した。しかし宇宙飛行士のレフ・デミンとゲナジ・サラファノフは自動ドッキングシステムの不具合によりドッキングできなかった。手動でのドッキングを続けて行う十分な推進剤が残っていなかったので、ミッションは放棄された。乗員は8月28日に地上に帰還した。予定していた飛行時間は19日から29日間だったと打上げウィンドウから推測されている。
一方、後のソ連当局の主張によればドッキングは元から予定しておらず、このフライトは宇宙ステーション付近でマヌーバする技術を実証していたに過ぎないという。

## 搭乗員
- コマンダー: ゲナジ・サラファノフ（1）
- フライトエンジニア: レフ・デミン（1）

### 支援搭乗員
- コマンダー: ボリス・ボリョノフ
- フライトエンジニア: ビタリー・ジョロボフ

### 予備搭乗員
- コマンダー: ヴャチェスラフ・ズードフ
- フライトエンジニア: ワレーリ・ロズデストベンスキー

## ミッション情報
- 重量: 6760kg
- 近地点: 173km
- 遠地点: 236km
- 軌道傾斜角: 51.6°
- 周期: 88.5 分